# Peștera Râșnoavei
Peștera Râșnoavei este situată în Munții Postăvarul, aproape de localitatea Râșnov, județul Brașov.
Cavitatea se întinde pe o lungime de aproximativ 390 m și este frumos decorată cu concrețiuni.

## Condiții de vizitare
Vizitarea peșterii Râșnoavei nu este recomandată persoanelor claustrofobe din cauza spațiului redus. Ajutorul unui ghid experimentat este esențial pentru parcurgerea întregii cavități, deoarece există porțiuni atât de inguste, încât parcurgerea lor se face pe burtă, târâș sau coborând pe un cablu.
De asemenea, în sezonul ploios nu este accesibilă, existând pericolul inundației. Cei care se încumetă să exploreze această peșteră au nevoie de un minim de echipament: îmbrăcăminte impermeabilă, bocanci sau cizme, lanternă și un ghiozdan cât mai micuț cu provizii pentru a economisi spațiu. 
Se poate ajunge la Pestera Rasnoavei pe traseul montan cu plecare din Rasnov, pe traseu marcat, Valea Carbunarii, pana la Pestera Rasnoavei (aprox. 1 ora). Un alt traseu montan cu plecare din Rasnov, este catre Valea Cetatii (spre Bisericuta Paganilor = o stanca care poarta aceasta denumire), care se intalneste cu traseul de pe Valea Carbunarii in platoul mare, apoi spre Pestera Rasnovei (aprox. 3 ore).

## Galerie imagini

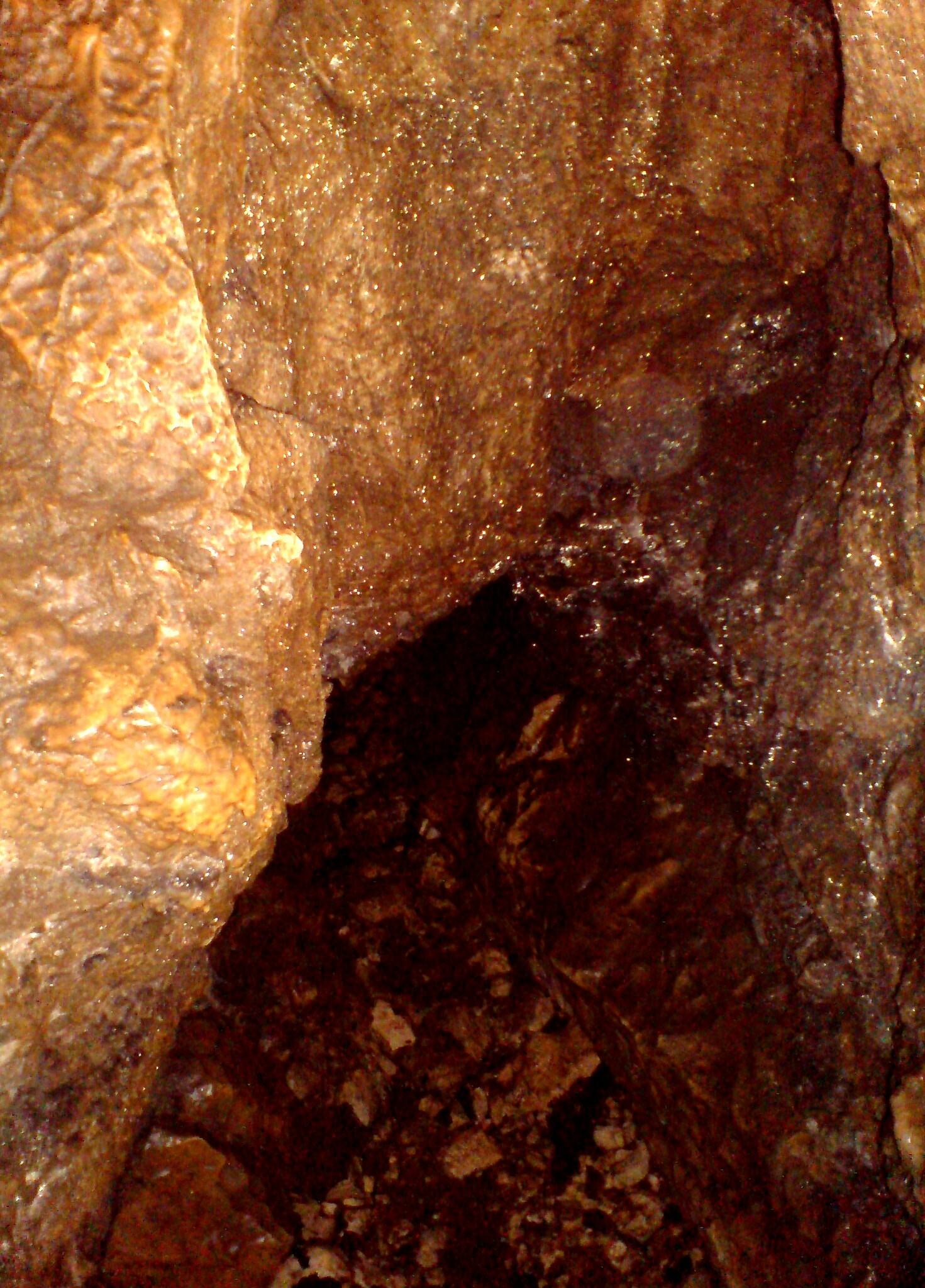
Peștera Râșnoavei
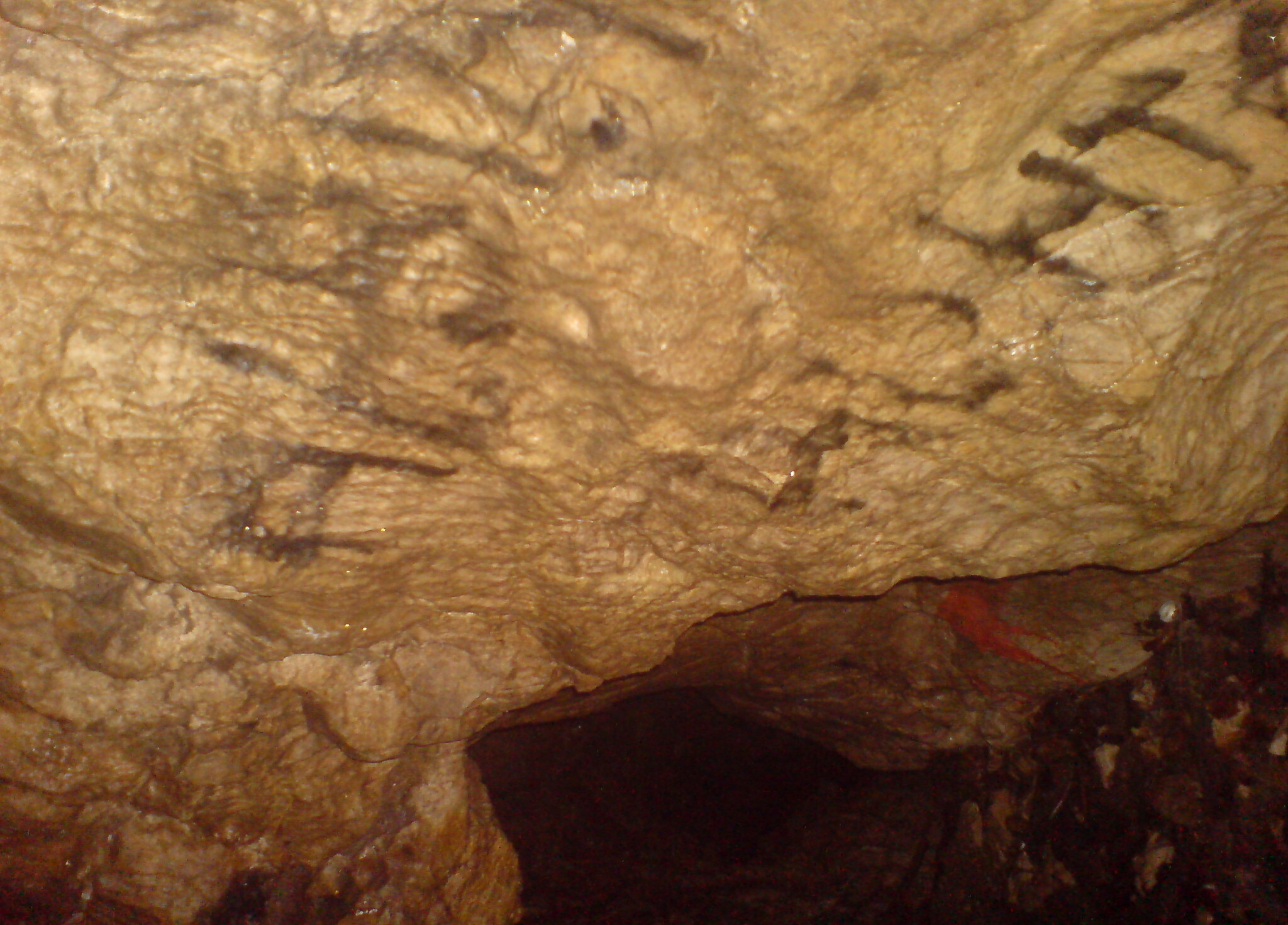
Peștera Râșnoavei

## Atracții turistice ale zonei
- Cheile Râșnoavei;
- Cetatea Râșnov;
- Stațiunile Predeal, Poiana Brașov.